# South Park Slope (Brooklyn)

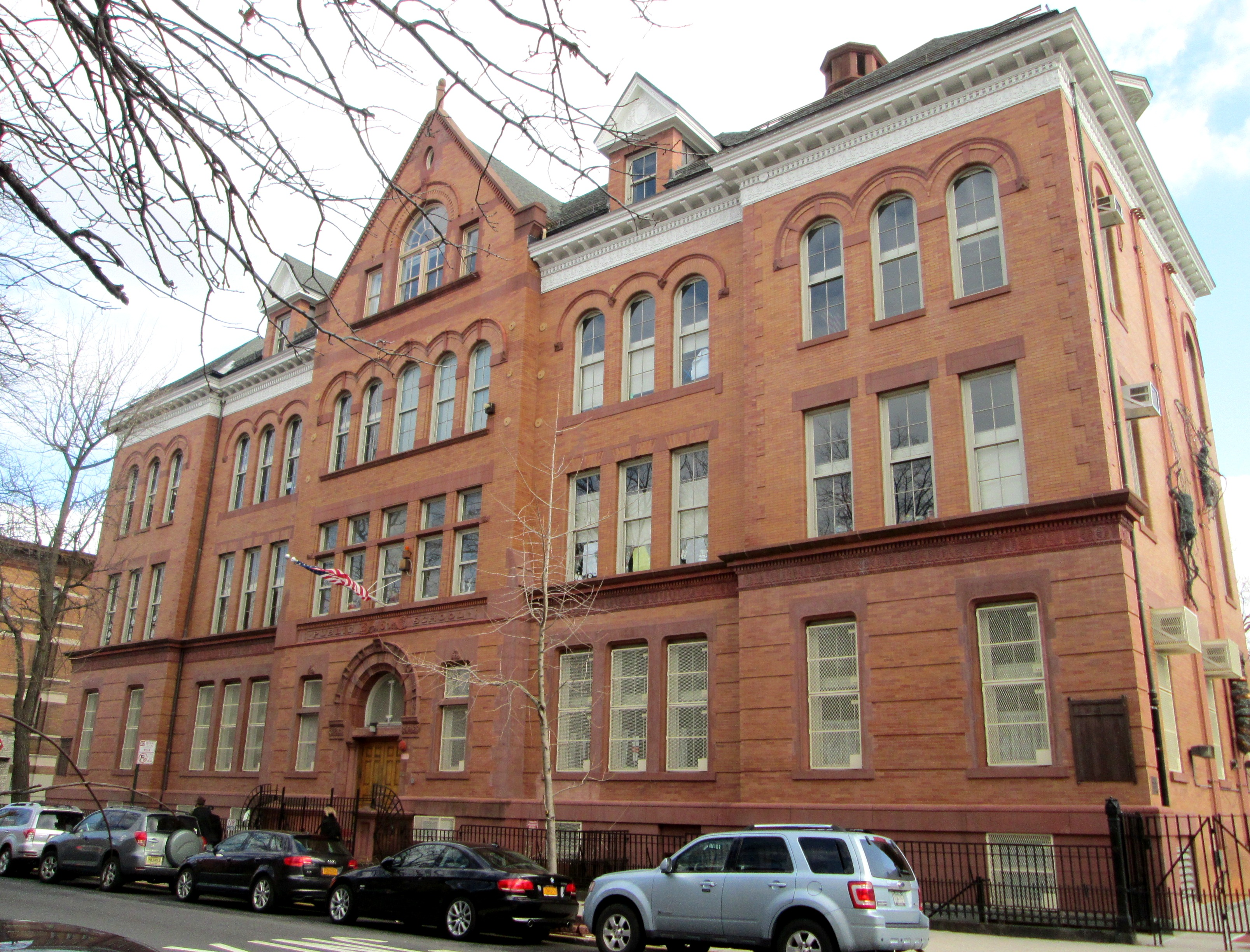
PS 107, la escuela John W. Kimball

South Slope, originalmente South Park Slope, es un vecindario en Brooklyn, Nueva York (Estados Unidos). Limita con Sunset Park / Greenwood Heights al sur y Park Slope al norte. Debido a que no hay fronteras oficiales para los vecindarios de la ciudad de Nueva York, las definiciones de los límites de South Slope pueden diferir significativamente. Los listados de bienes raíces en The New York Times, por ejemplo, usan la calle 9 como frontera norte, Prospect Expressway como frontera sur, con Cuarta Avenida como límite oeste y Prospect Park West y la Octava avenida al este. Otras definiciones usan la calle 15 en el norte y la calle 24 en el sur.
Si bien el nombre "South Slope" se ha utilizado durante muchos años, el área fue designada oficialmente "South Park Slope" cuando fue rezonificada por el Departamento de Planificación Urbana de la ciudad de Nueva York en 2005. Se compone principalmente de casas en hileras de antes de la guerra, aunque ha habido una serie de nuevas construcciones no contextuales en los últimos años, predominantemente en los bloques interiores con un desarrollo de mayor densidad a lo largo de 4th Avenue debido a la designación de zonificación 2005 R8A.
South Slope es parte del Distrito Comunitario 7 de Brooklyn junto con Greenwood Heights, Windsor Terrace y Sunset Park.

## Lesbian Herstory Archives
Alberga los Lesbian Herstory Archives, que contienen la mayor colección del mundo de materiales de y sobre lesbianas. Además, South Slope alberga varios eventos del orgullo de Brooklyn como el Festival Multicultural y la última parada del Desfile del Crepúsculo. Así mismo, South Slope cuenta con varios bares, restaurantes y tiendas LGBTQI +, como Good Judy y Xstasy Bar and Lounge con una mezcla de hombres blancos gay cis y población latina, Young Ethel's y Commonwealth en un ambiente amigable para la población LGBTQI +.